# ترافل رنگی
ترافل رنگی (انگلیسی: Sprinkles) تکه‌های کوچکی از محصول شیرینی پزی است که به عنوان یک تزیین اغلب رنگارنگ یا برای افزودن بافت به دسرهایی مانند براونی، کیک فنجانی، دونات یا بستنی استفاده می‌شود. آب نبات‌های ریز در رنگ‌های متنوعی تولید می‌شوند و عموماً به عنوان رویه یا عنصر تزیینی استفاده می‌شوند. فرهنگ لغت انگلیسی منطقه ای آمریکایی آنها را اینگونه تعریف می‌کند: «توپ‌های کوچک یا تکه‌های میله‌ای شکل که به عنوان رویه بستنی، کیک و غیره استفاده می‌شود.»

## نگارخانه

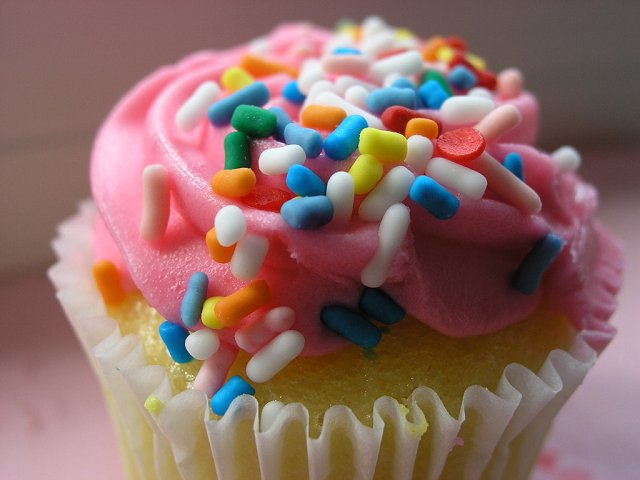
کیک فنجانی صورتی با ترافل رنگی
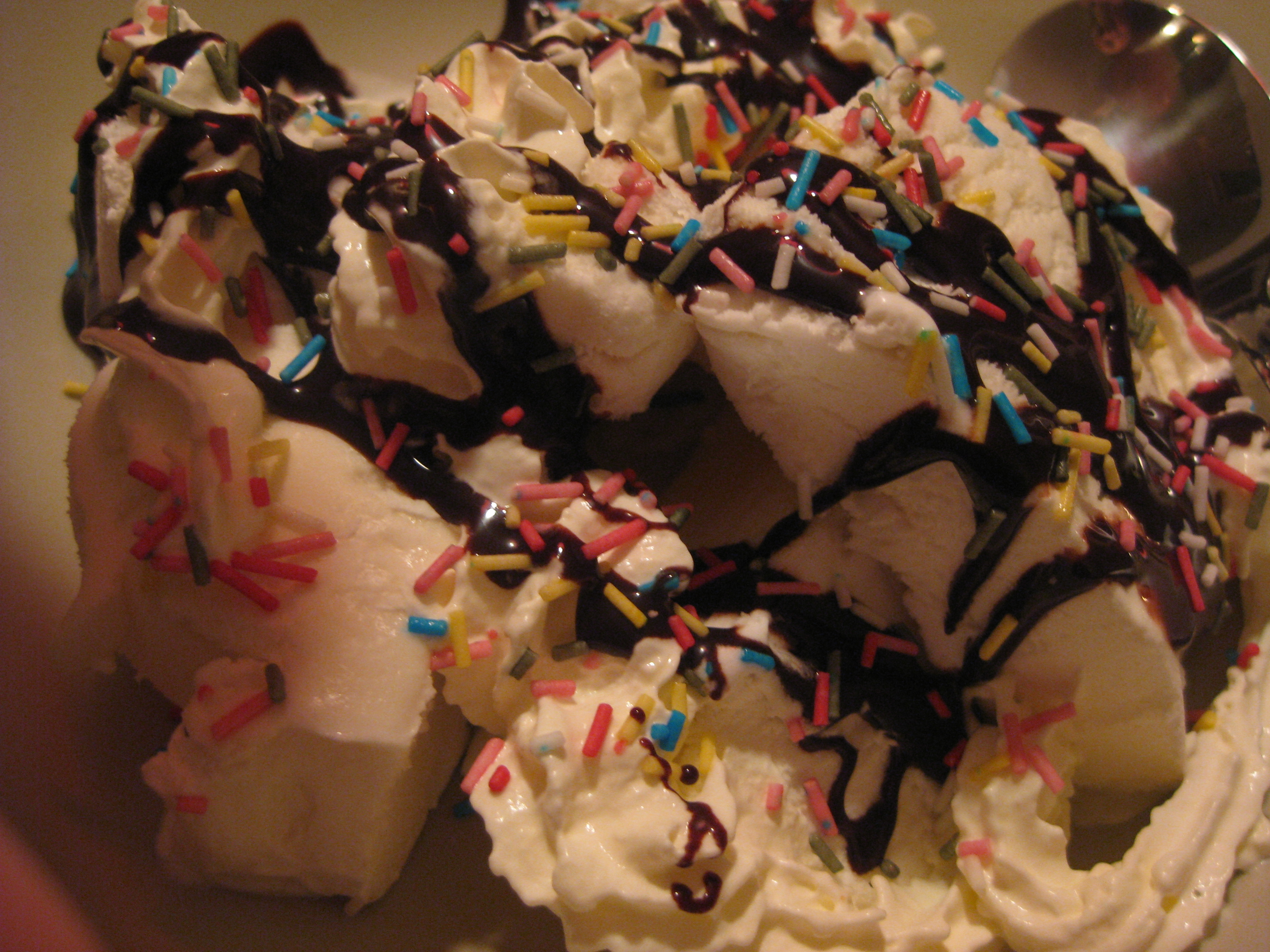
ترافل رنگی، سس شکلات و خامه زده‌شده بر روی یک بستنی
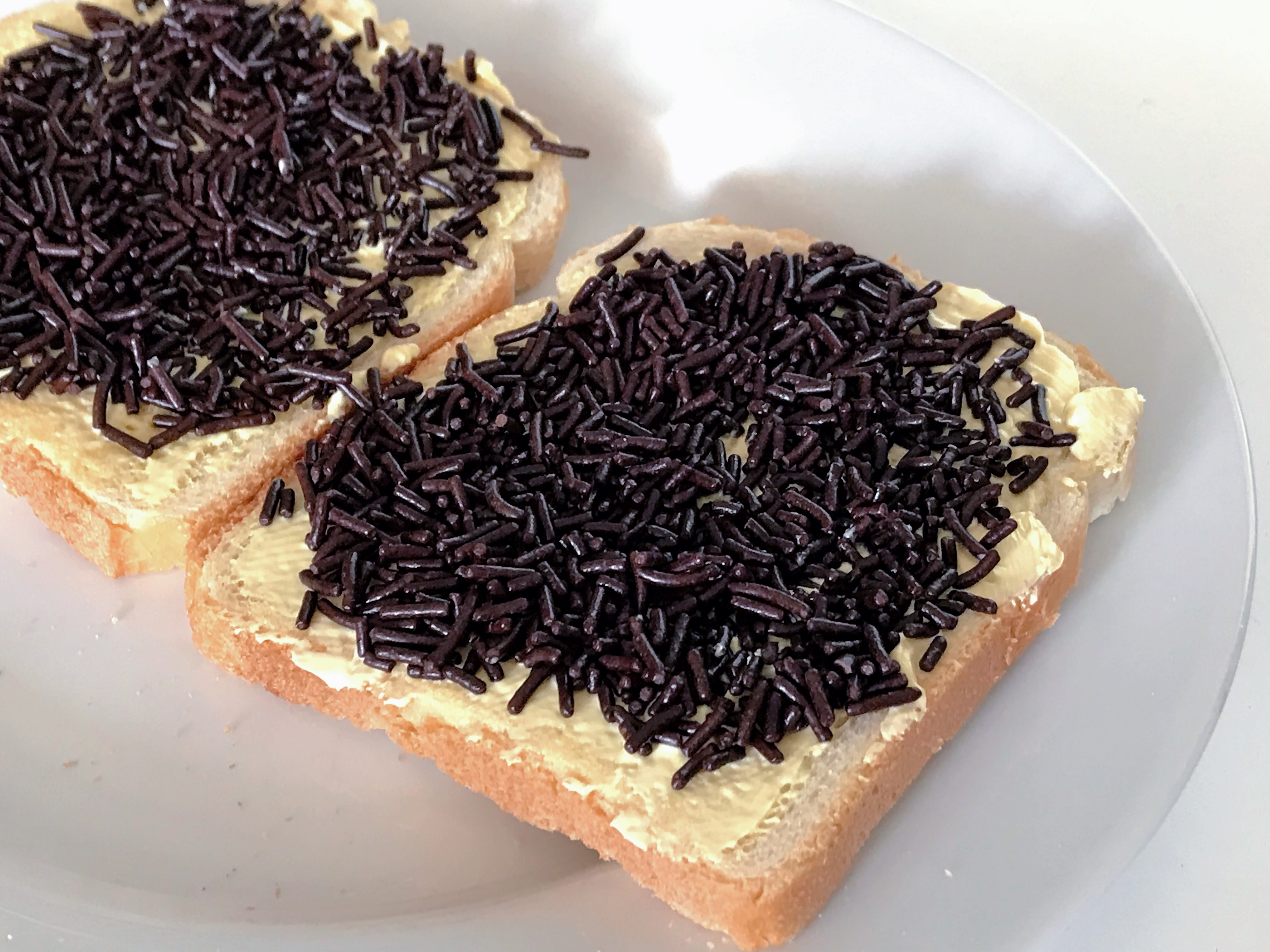
در هلند ترافل‌های سیاه رنگ برای استفاده در تاپینگ ساندویچ متداول است
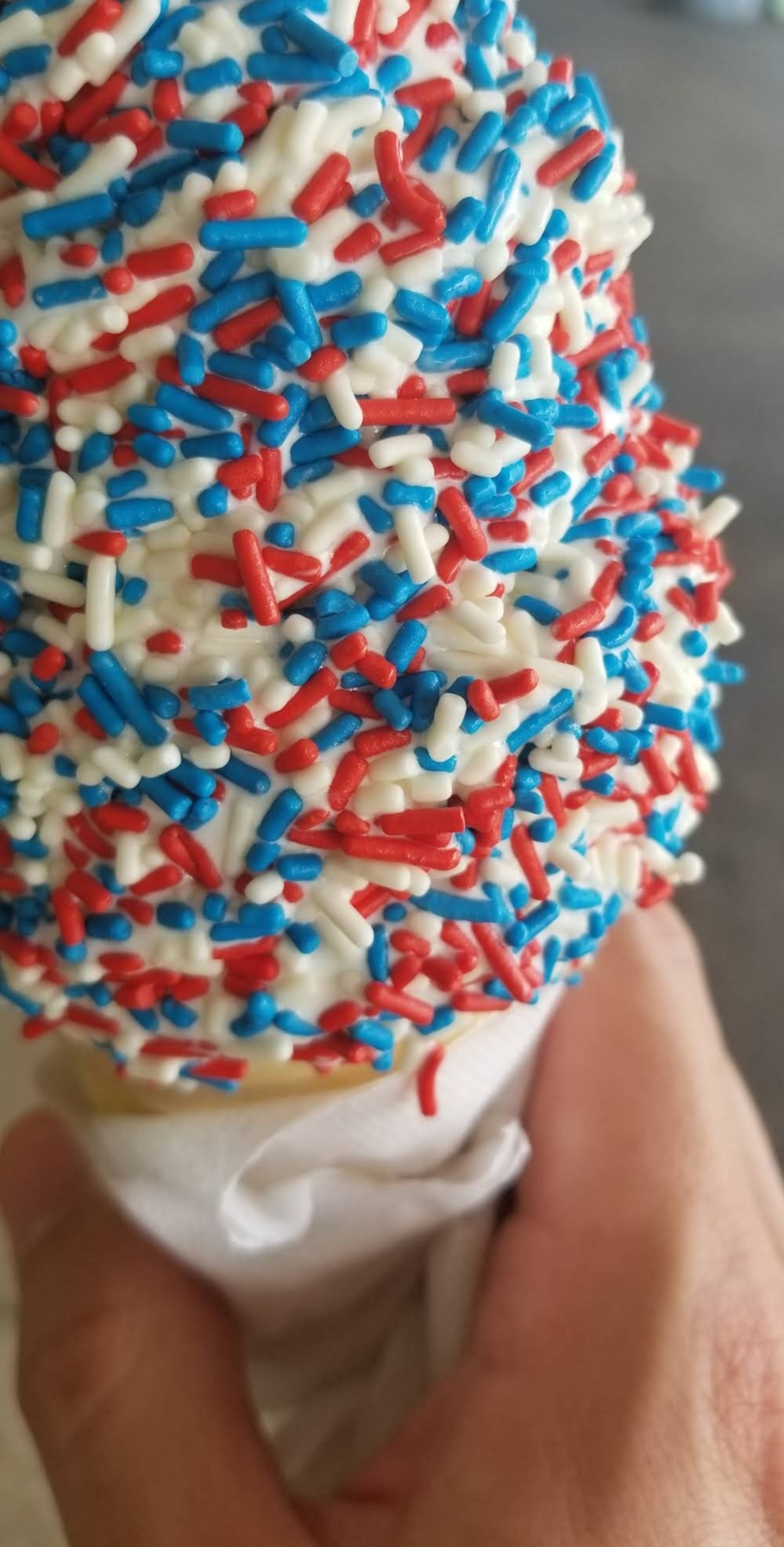
ترافل‌های قرمز، سفید و آبی بر روی یک بستنی قیفی